# Luzon-Dolchstichtaube
Die Luzon-Dolchstichtaube (Gallicolumba luzonica) ist eine Art der Taubenvögel. Sie zählt zu den sogenannten Dolchstichtauben, die so genannt werden, weil sie einen blutroten Fleck auf der oberen Brust haben, der einer blutenden Stichwunde ähnelt. Wie alle Dolchstichtauben kommt sie ausschließlich auf den Philippinen vor.

## Erscheinungsbild
Die Luzon-Dolchstichtaube erreicht eine Körperlänge von 28 bis 30 Zentimetern. Sie wiegt durchschnittlich 200 Gramm. Sie ist damit etwa so groß wie eine Stadttaube. In ihrer Gestalt erinnert sie allerdings an Amerikanische Erdtauben. Der Geschlechtsdimorphismus ist nicht sehr stark ausgeprägt.
Das Gefieder ist auf der Körperoberseite dunkel- bis bleigrau und glänzt purpurn bis grünlich. Stirn und Oberkopf sind aschgrau. Die Kehle und die Brust sind weiß, die untere Brust sowie der Bauch sind creme- bis lederfarben. Die Flügeldecken sind grau. Über sie laufen zwei braune Binden. Die grauen Schwanzfedern haben an ihrem Ende ein schwarzes Band. Die Unterschwanzdecken sind ockerfarben. Der Schnabel ist grau bis dunkelgrau. Die Iris ist rötlichbraun. Die unbefiederten Augenringe sind grau. Füße und Beine sind rot. Die Weibchen ähneln den Männchen, haben allerdings insgesamt etwas mattere Farben. Der Brustfleck ist außerdem etwas kleiner als bei den Männchen. Auch der Kopf ist etwas schmaler und zierlicher.
Luzon-Dolchstichtauben fliegen nur sehr selten auf. Bei Beunruhigung versuchen sie laufend zu entkommen. 

## Verbreitung und Lebensraum
Die Luzon-Dolchstichtaube kommt heute nur noch auf den philippinischen Inseln Luzon und dem Polillo-Archipel vor. Ihr Lebensraum sind primäre und sekundäre immergrüne Laubwälder. Es sind überwiegend bodenlebende Tauben. Sie gelten als scheu und leben versteckt im Walddickicht. Auffallend sind nur die Standortrufe des Männchens, die auf den Menschen klagend wirken.

## Verhalten
Der blutrote Fleck spielt bei der Balz eine Rolle, wenn die Männchen diese dem Weibchen präsentieren, indem sie den Schwanz nach unten und die Brust hochdrücken. Zum Balzverhalten zählt auch ein Flügelheben, bei dem die Flügel fast vollständig durchgedrückt werden. Die Weibchen zeigen ihre Paarungsbereitschaft durch Flügelzittern an. Ein solches Flügelzittern zeigt auch das Männchen, wenn es dem Weibchen geeignete Nistplätze vorführt. 
Das Nest wird niedrig in Sträuchern oder Bäumen errichtet. Das Gelege besteht aus zwei Eiern. Die Brutdauer beträgt 17 Tage. Die Jungvögel verlassen nach zwölf Tagen das Nest.

## Haltung in menschlicher Obhut
Luzon-Dolchstichtauben wurden erstmals 1869 vom Zoo in London gezeigt. Die Nachzucht gelang 1871 in Frankreich. Sie stellt allerdings hohe Ansprüche an ihre Unterbringung und benötigt eine reichlich große und gut bepflanzte Voliere mit einem Schutzraum.

## Belege